# Fort M der Festung Warschau

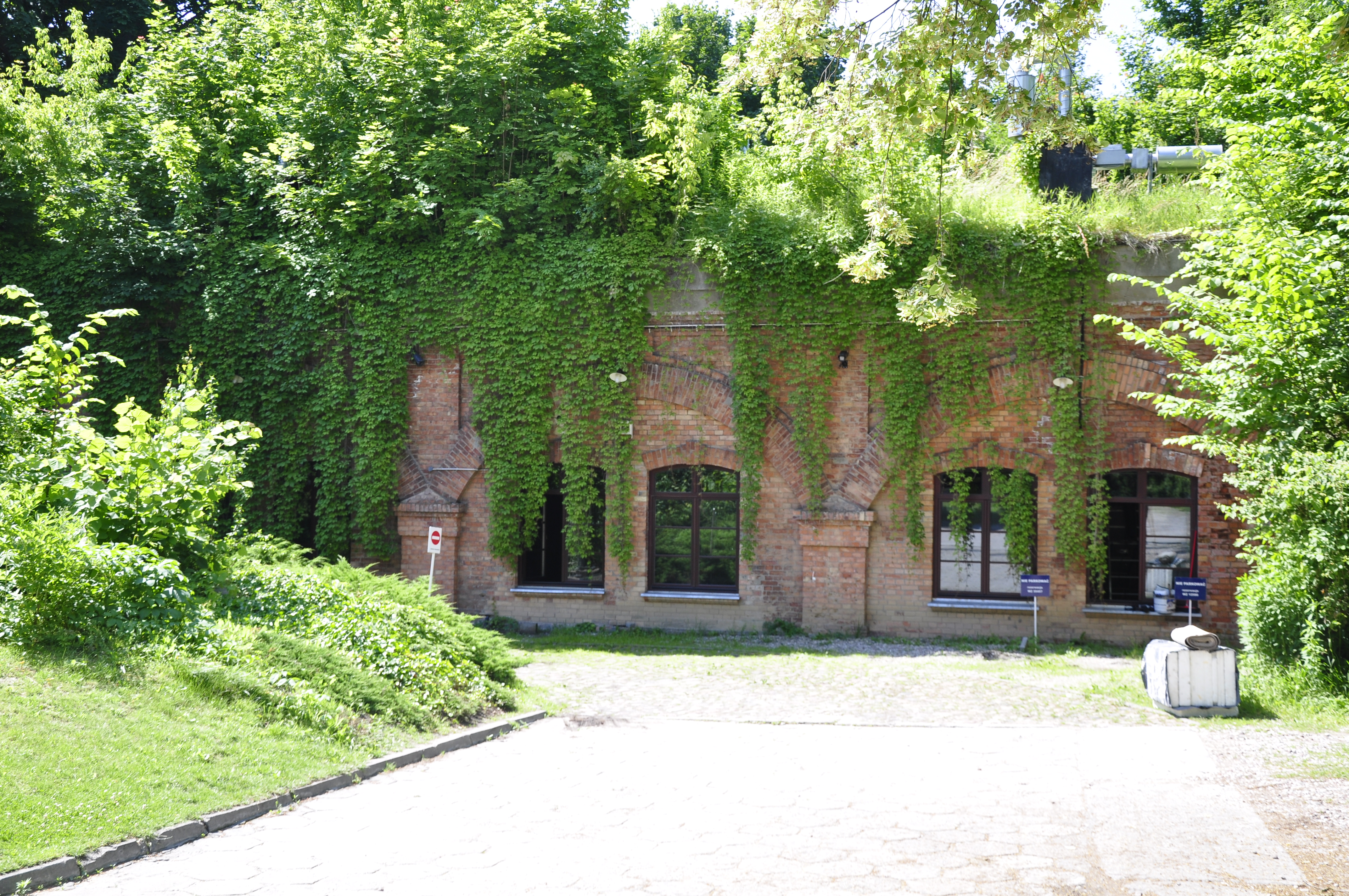
Im Sommer 2010 komplett sanierte und zu Bürozwecken umfunktionierte Teile der ehemaligen Kasematten

Das Fort M der Festung Warschau (auch Fort „Mokotów“ genannt) war Bestandteil des inneren Verteidigungsringes der Festung Warschau. Es wurde in den 1880er Jahren errichtet. Die Anlage befindet sich im heutigen Warschauer Stadtteil Mokotów an der Racławicka-Straße (Nr. 99) und ist unter der Bezeichnung „Fort Mokotów I“ in das Denkmalschutzregister (Objekt-Nr. 808 vom 12. März 1975) der Stadt eingetragen.

## Geschichte
Fort M entstand in der Nähe des damaligen Dorfes Mokotów und liegt an der Südseite der heutigen Racławicka-Straße. Das Fort wies die gleichen Strukturen wie die zu der Zeit errichteten Artillerieforts des inneren Verteidigungsgürtels auf: folgend dem Grundriss eines Fünfeckes mit einem Wall sowie einem trockenen Graben und gemauerten Kasematten. Der Wall enthielt Kaponnieren an der Stirn und den Schultern sowie Halbkaponnieren an den Flügeln. Die Gesamtanlage hatte eine Dimension von 33,6 Hektar. Heute nicht mehr existierende kleinere Anschlussforts waren im Westen das Fort Tscha-M „Rakowiec“ und im Osten das Fort M-Tsche „Odyńca“.
Nach der durch die Einführung der Brisanzgranate notwendig gewordenen Modernisierung in den Jahren 1889 bis 1892 diente das Fort als Lager. Zusätzliche – geschützte – Gebäude wurden errichtet. Die Schleifung der Warschauer Festung gemäß Beschluss von 1909 wurde bei Fort M nur teilweise durchgeführt. Ein Teil der armierten Wälle wurden abgetragen, die Gebäude blieben jedoch bestehen. Auf Beschluss des Ministerrats vom 28. September 1935 wurden vom Außenbereich des Forts rund 6 Hektar vom damaligen Eigentümer, dem polnischen Finanzministerium kostenlos an die Gemeinde Mokotów abgetreten und weitere 6 Hektar für 2,5 Złoty/Quadratmeter verkauft.
Vor dem Zweiten Weltkrieg befand sich im Fort ein Rundfunk-Sender des Polnischen Radios. Deshalb wurde die Anlage bei der Schlacht um Warschau bombardiert und erheblich beschädigt. Ab dem 24. September kam es zu schweren Bodengefechten um das Objekt, welches am 26. September von deutschen Truppen genommen wurde. Während der Besatzungszeit war hier das deutsche Flughafenkommando Warschau mit rund 500 Angehörigen untergebracht. Beim Warschauer Aufstand konnten die deutschen Einheiten das Fort halten und nutzten es in Folge zu Stoßangriffen gegen Stützpunkte der polnischen Heimatarmee in Mokotów.

## Nutzung heute
Von 1961 bis in die späten 1980er Jahre war das Fort Sitz der Radio- und Fernsehfabrik „ZARAT“ (Zakłady Radiowe i Telewizyjne „ZARAT“), einem Produzenten von Fernseh- und Rundfunk-Sendeanlagen. Heute werden die im Fort bestehenden Gebäude aus der Vor- wie Nachkriegszeit von verschiedenen kleineren Unternehmen als Lager wie Büroflächen genutzt. Es haben sich auch Werkstätten und Clubs angesiedelt. Im Wall befindliche Kasematten werden saniert und als Büro genutzt. In den Außenbereichen des Forts wurden nach der Schleifung Doppelhäuser und Villen entlang der dort verlaufenden Straßen Balonowa, Olimpijska und Płatowcowa gebaut.

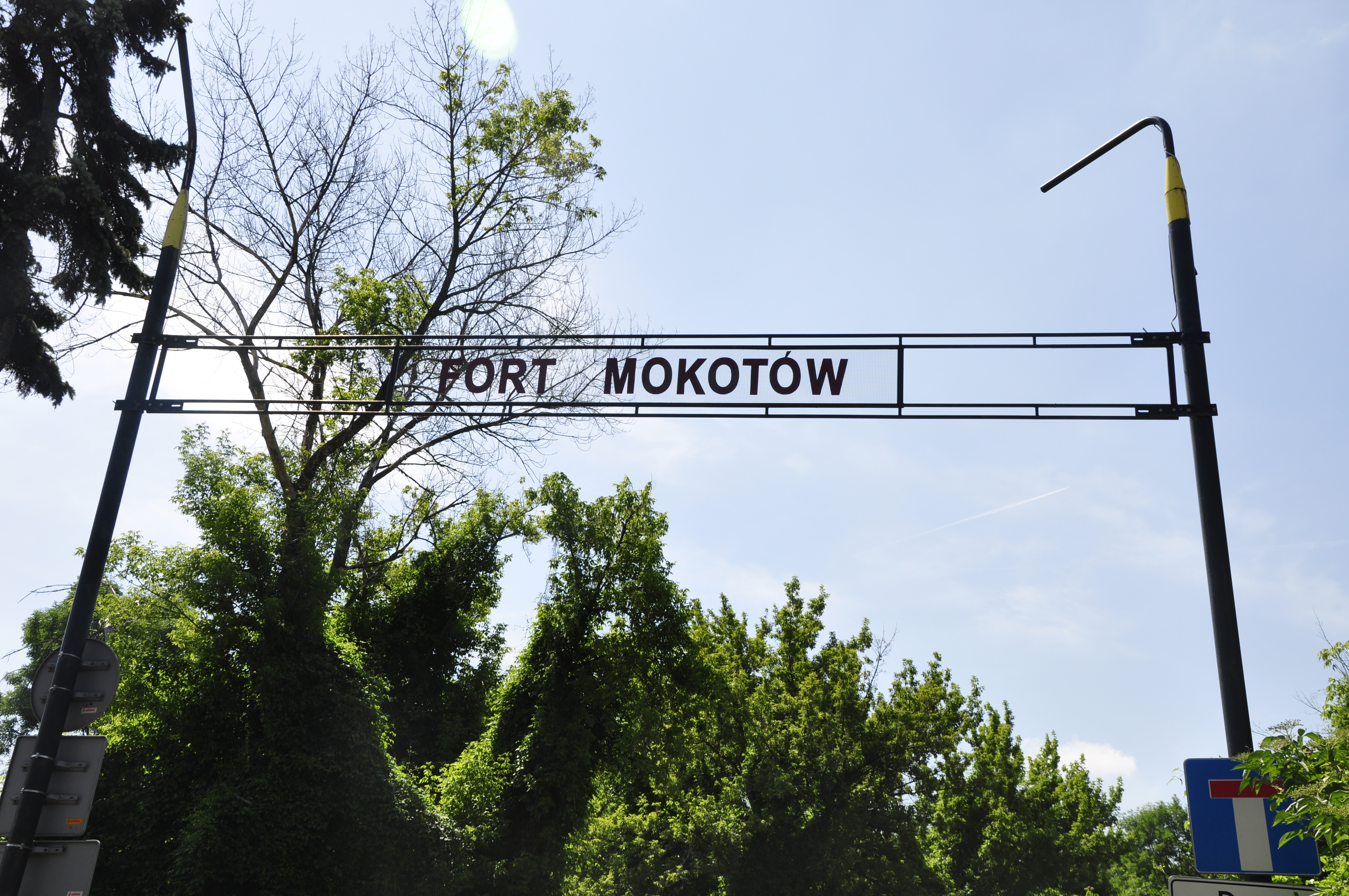
Einfahrt zum Fort heute
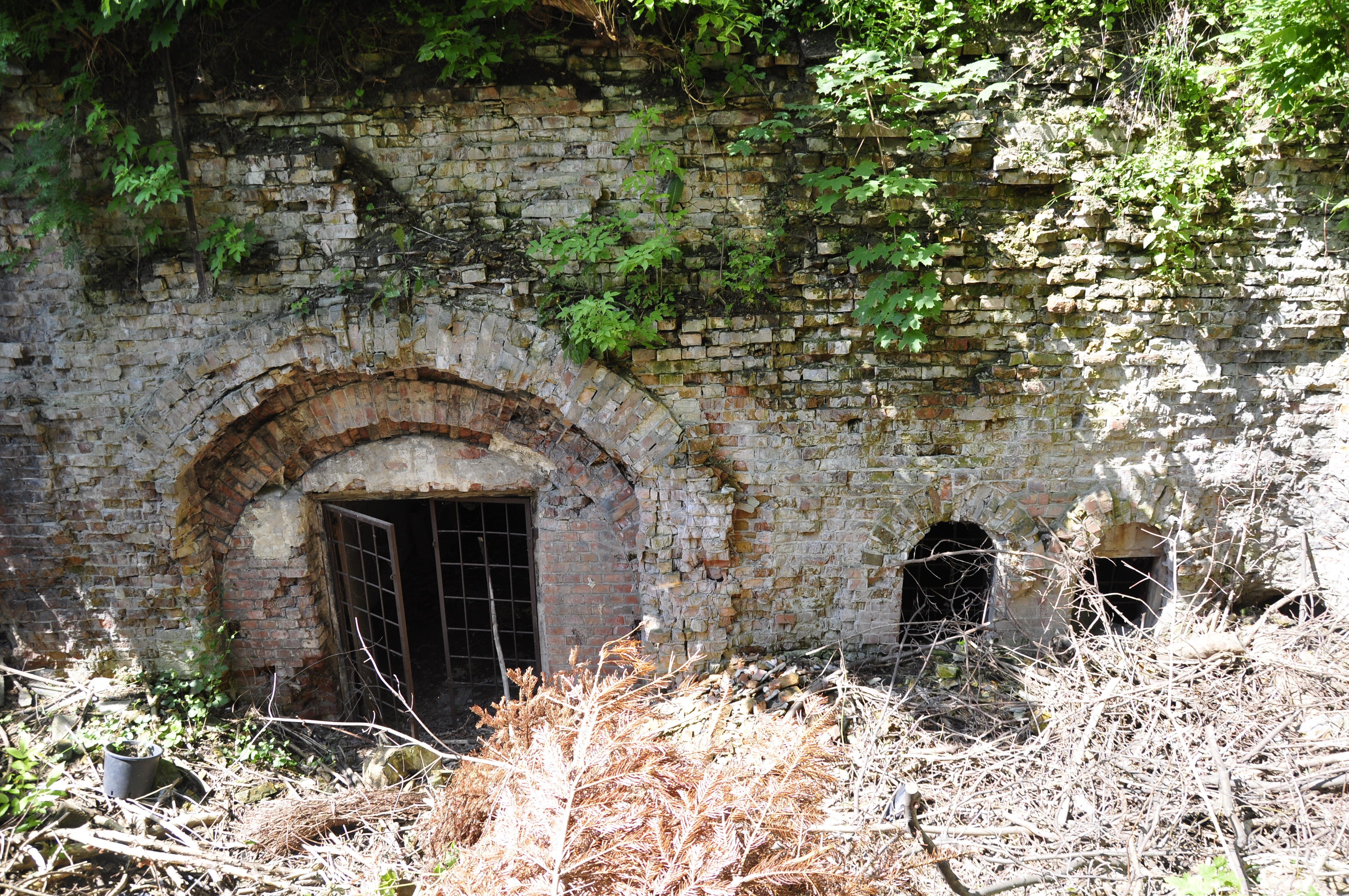
Nicht sanierte Kasematte im früheren Wall
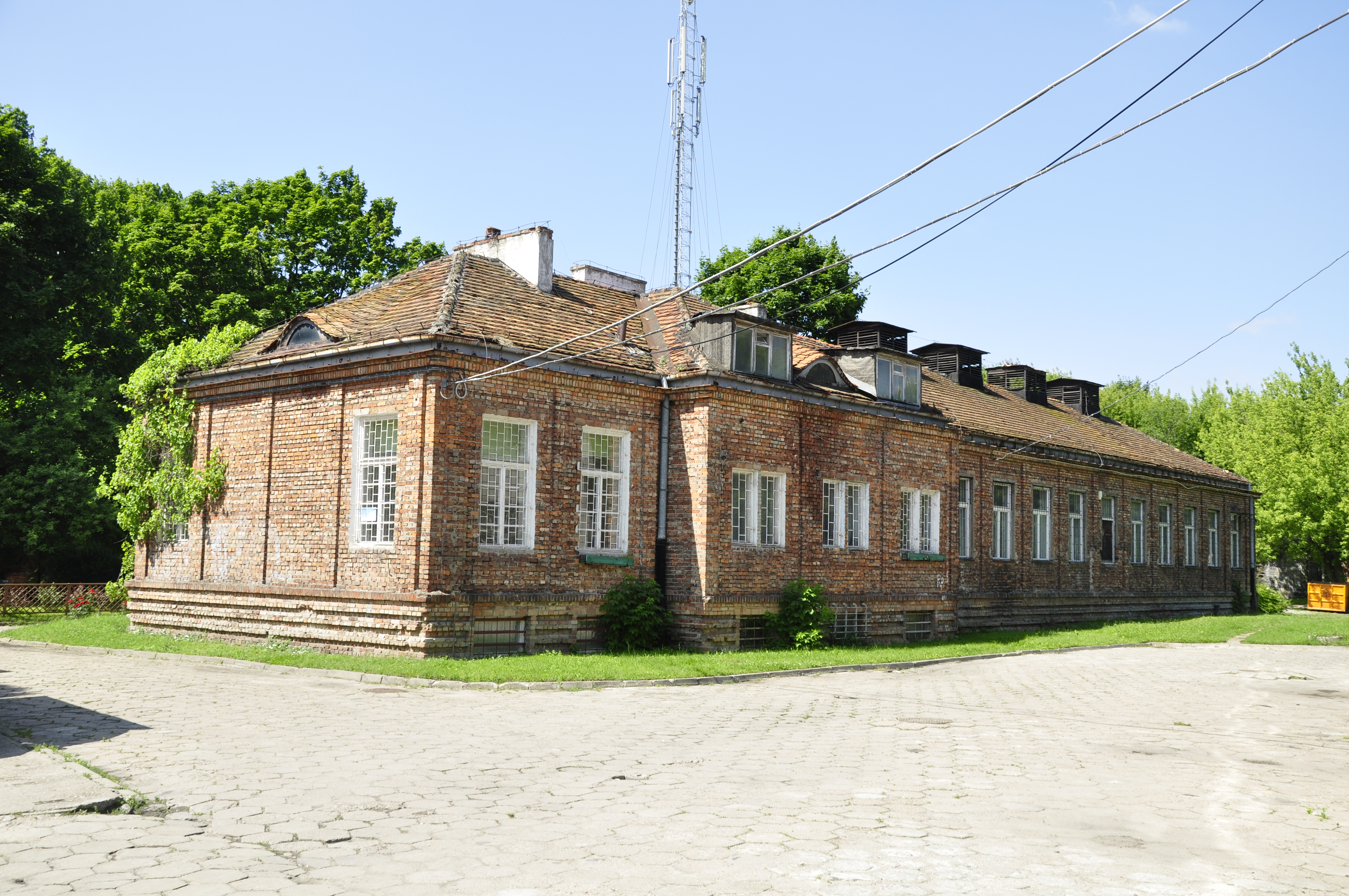
Vermutlich vor dem Ersten Weltkrieg errichtetes Gebäude
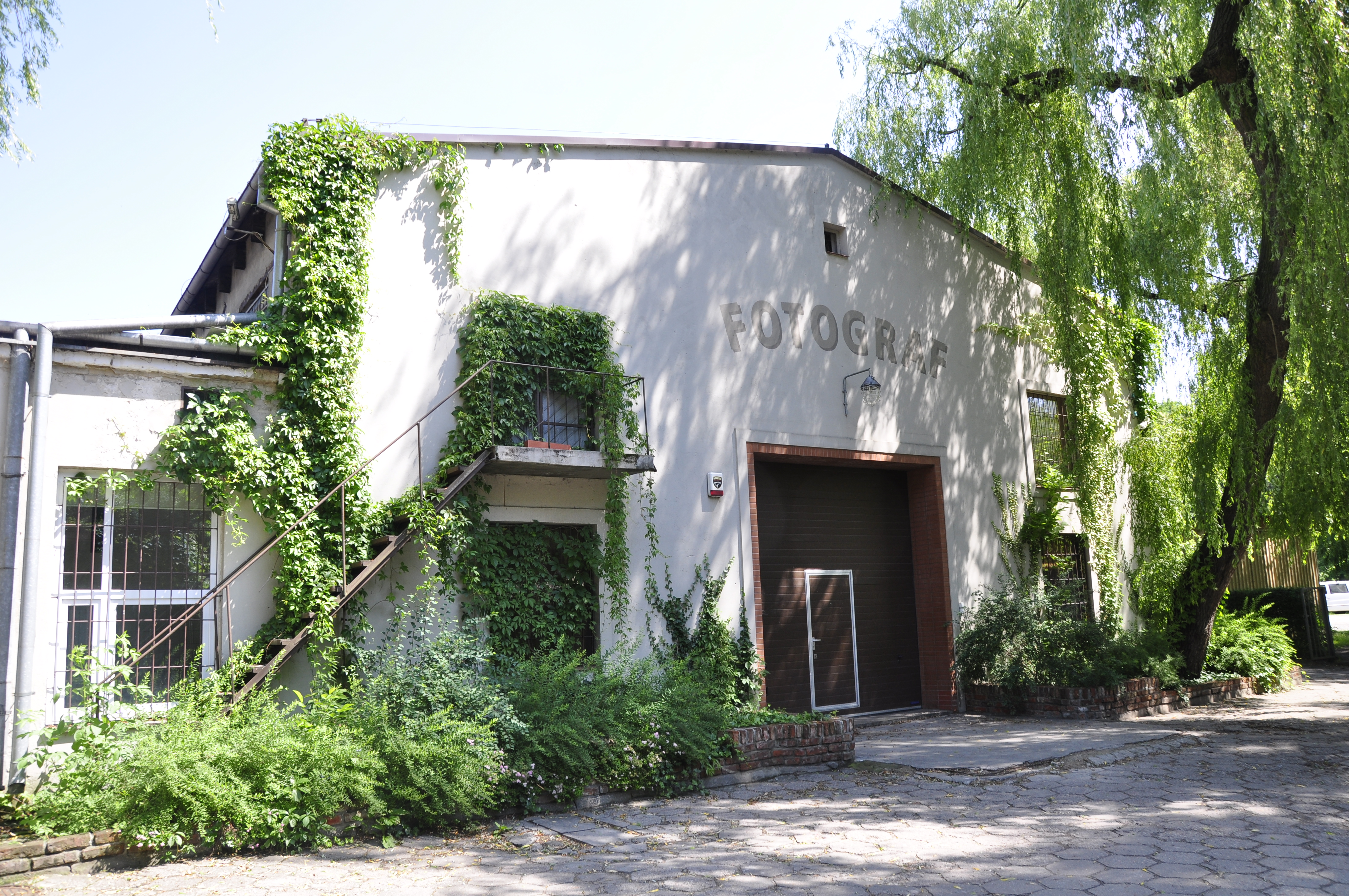
Nachkriegsgebäude